# 米永斯
米永斯（法語：Mions，法語發音：[mjɔ̃s]）是法国里昂大都会的一个市镇，属于里昂区。

## 地理
米永斯（45°39'47"N, 4°57'11"E）面积11.57 平方千米，位于法国奥弗涅-罗讷-阿尔卑斯大区里昂大都会，后者为法国的一个特殊地位集体，自2015年脱离罗讷省成立，位于法国中东部，中心城市为里昂。
与米永斯接壤的市镇（或旧市镇、城区）包括：圣皮埃尔德尚迪约、沙波奈、科尔巴、聖普列斯特、图雪。
米永斯的时区为UTC+01:00、UTC+02:00（夏令时）。

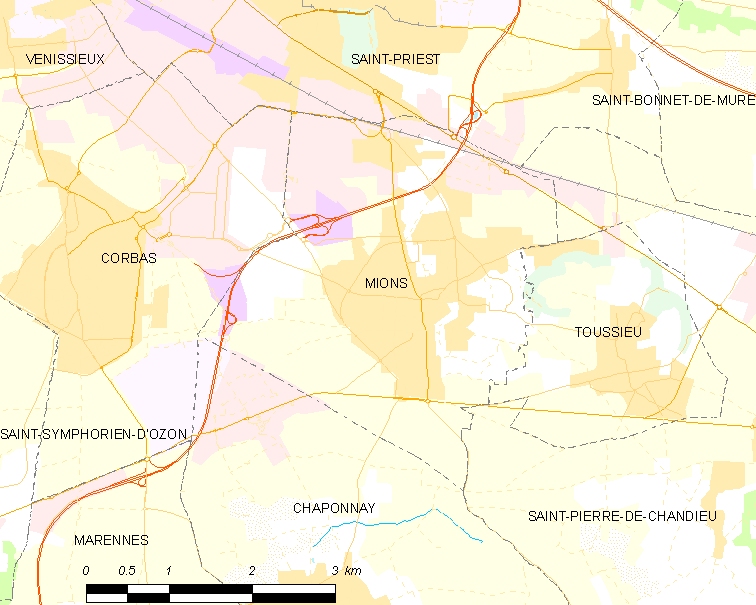
米永斯的OSM定位图

## 行政
米永斯的邮政编码为69780，INSEE市镇编码为69283。

## 政治
米永斯的现任市长为克洛德·科恩（Claude Cohen）先生，任期为2020-2026年。

## 人口

1962-2008年间米永斯人口变化图示

米永斯于2022年1月1日时的人口数量为13716人。